# Government of India Act 1919
Government of India Act 1919 (engelska "Regeringsform för Indien"), var en brittisk-indisk lag antagen i parlamentet 1919. Ett parlament inrättades för hela Indien och folkrepresentationerna i provinserna gavs viss beslutanderätt.